# Eutricopis nexilis
Eutricopis nexilis är en fjärilsart som beskrevs av Morrison 1875. Eutricopis nexilis ingår i släktet Eutricopis och familjen nattflyn. Inga underarter finns listade i Catalogue of Life.